# Trindmossa
Trindmossa (Myurella julacea) är en bladmossart som beskrevs av W. P. Schimper in B.S.G. 1853. Enligt Catalogue of Life ingår Trindmossa i släktet trindmossor och familjen Theliaceae, men enligt Dyntaxa är tillhörigheten istället släktet trindmossor och familjen Plagiotheciaceae. Arten är reproducerande i Sverige. Inga underarter finns listade i Catalogue of Life.

## Bildgalleri

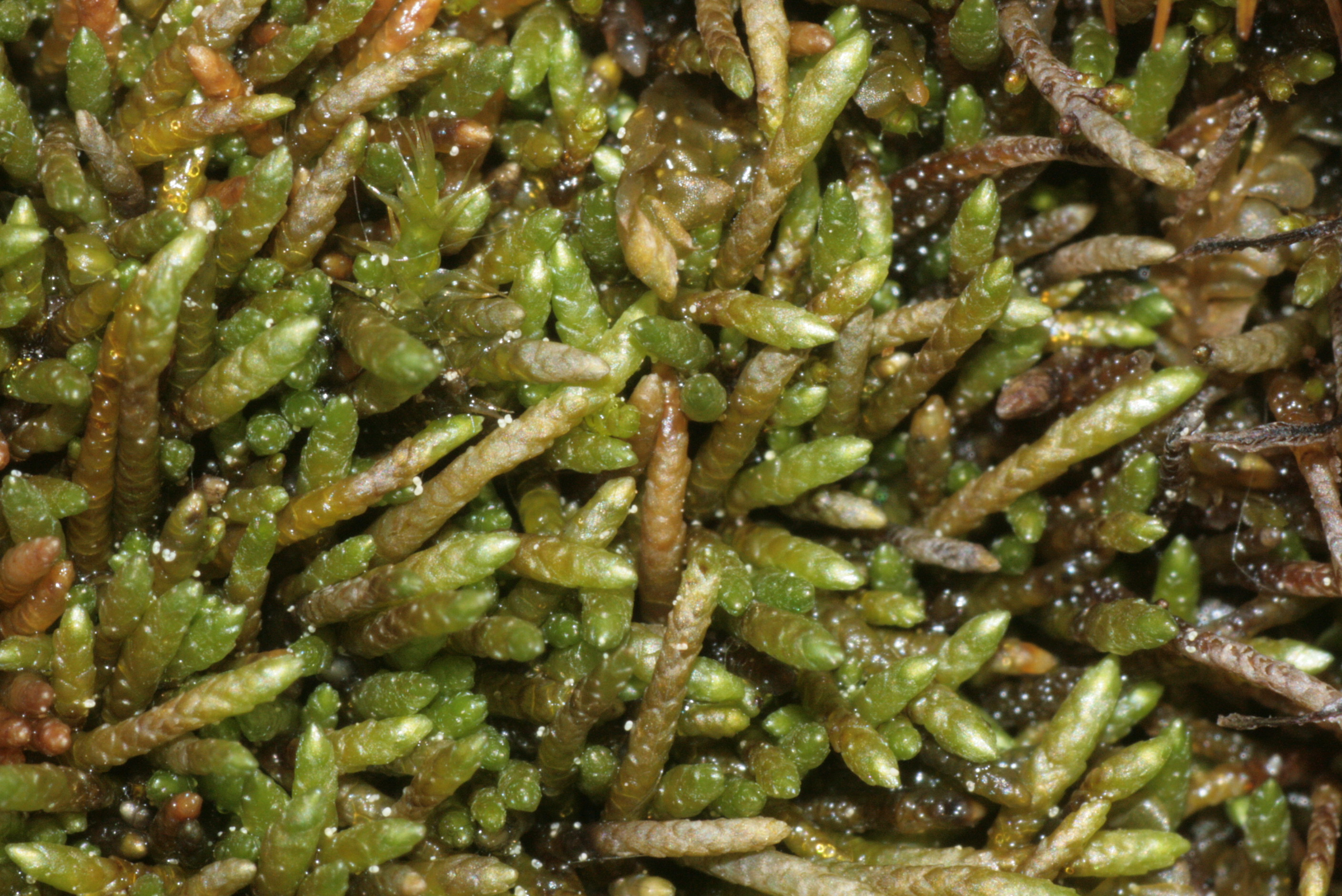
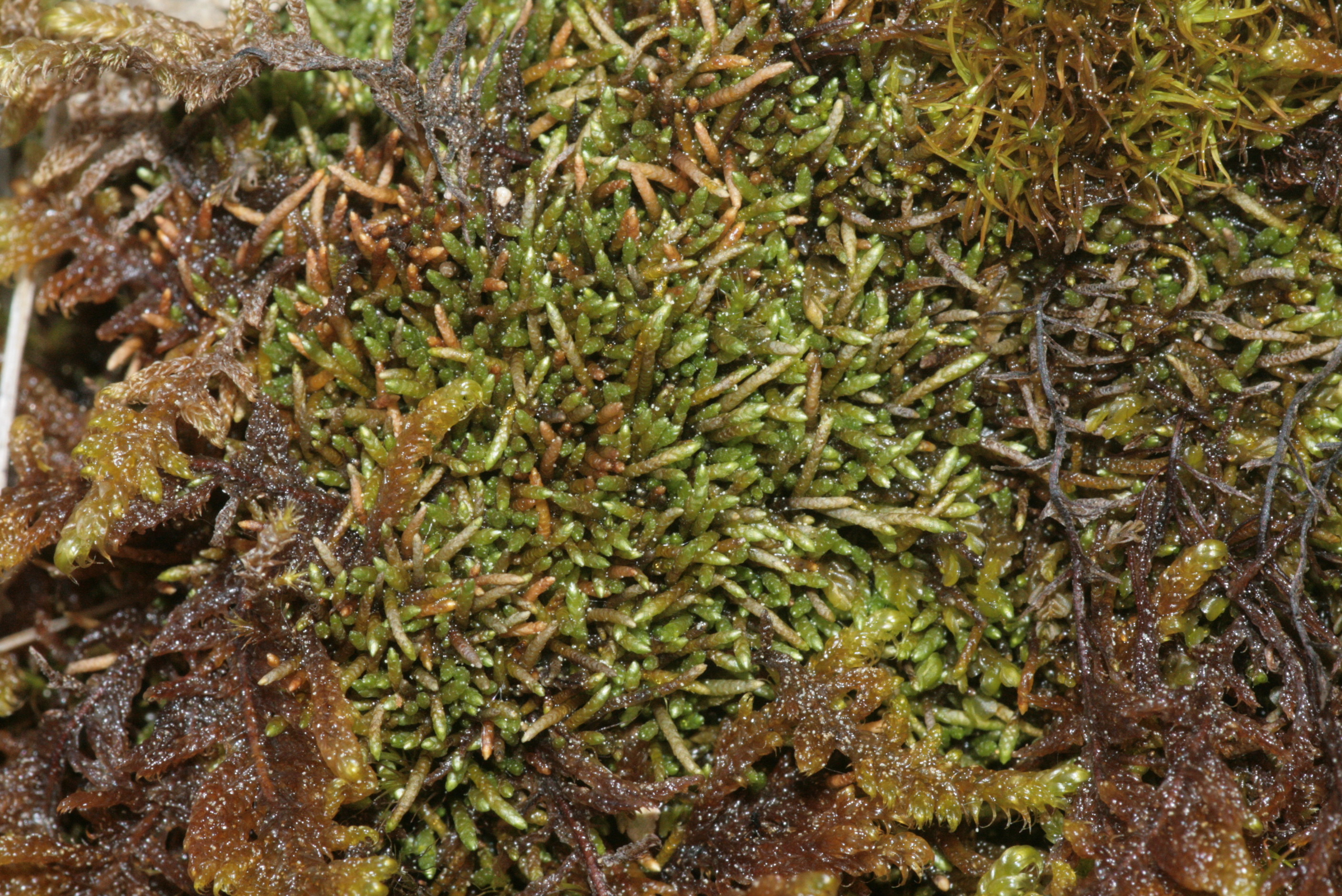
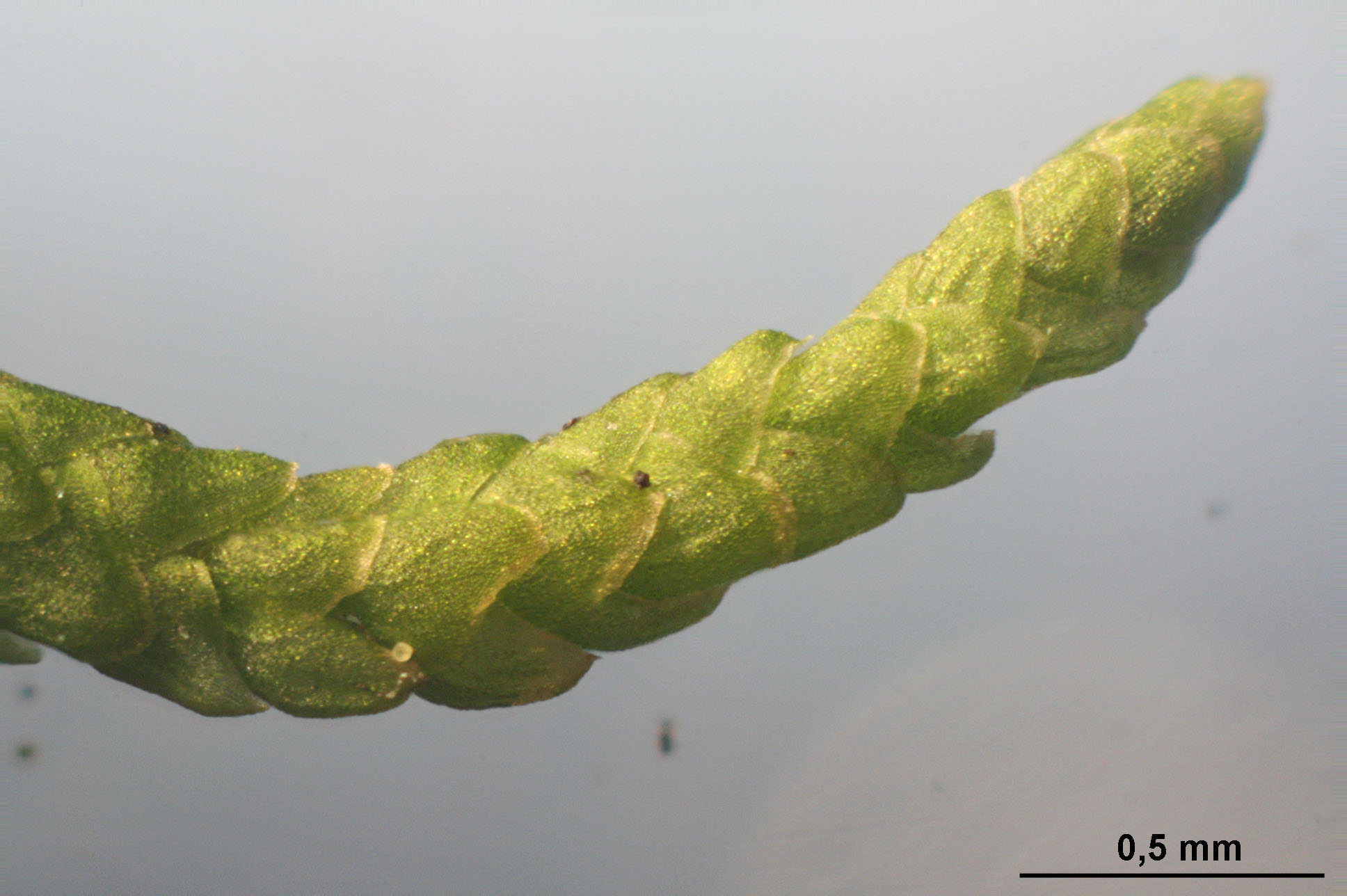
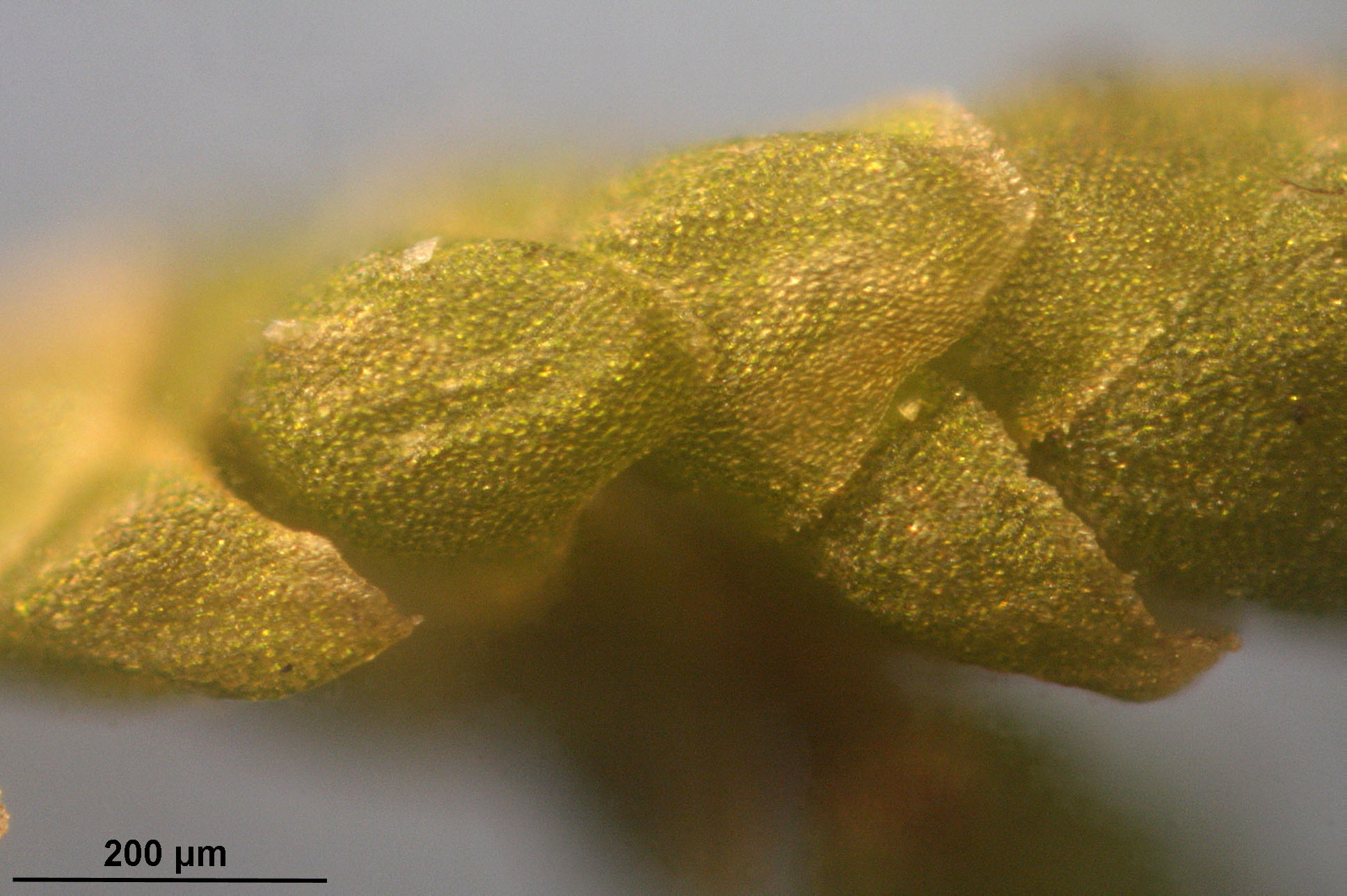